# Pierre Favre
Pierre Favre, llatinitzat com a Petrus Faber i citat sovint amb el nom italià Pietro Fabbro (Villaret, Ducat de Savoia, 13 d'abril de 1506 - Roma, 1 d'agost de 1546) fou un prevere francès, company d'Ignasi de Loiola i primer prevere de la Companyia de Jesús. És venerat com a sant a l'Església catòlica.

## Biografia

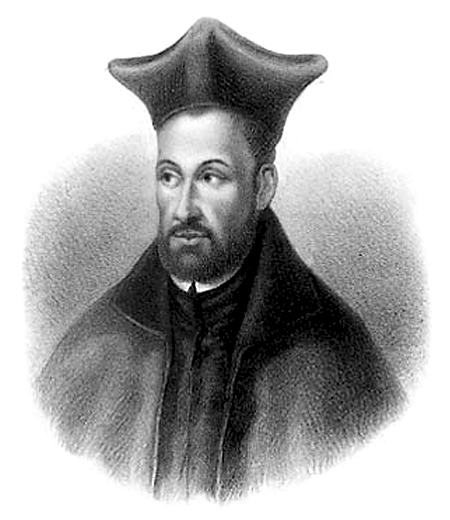
Gravat del s. XIX

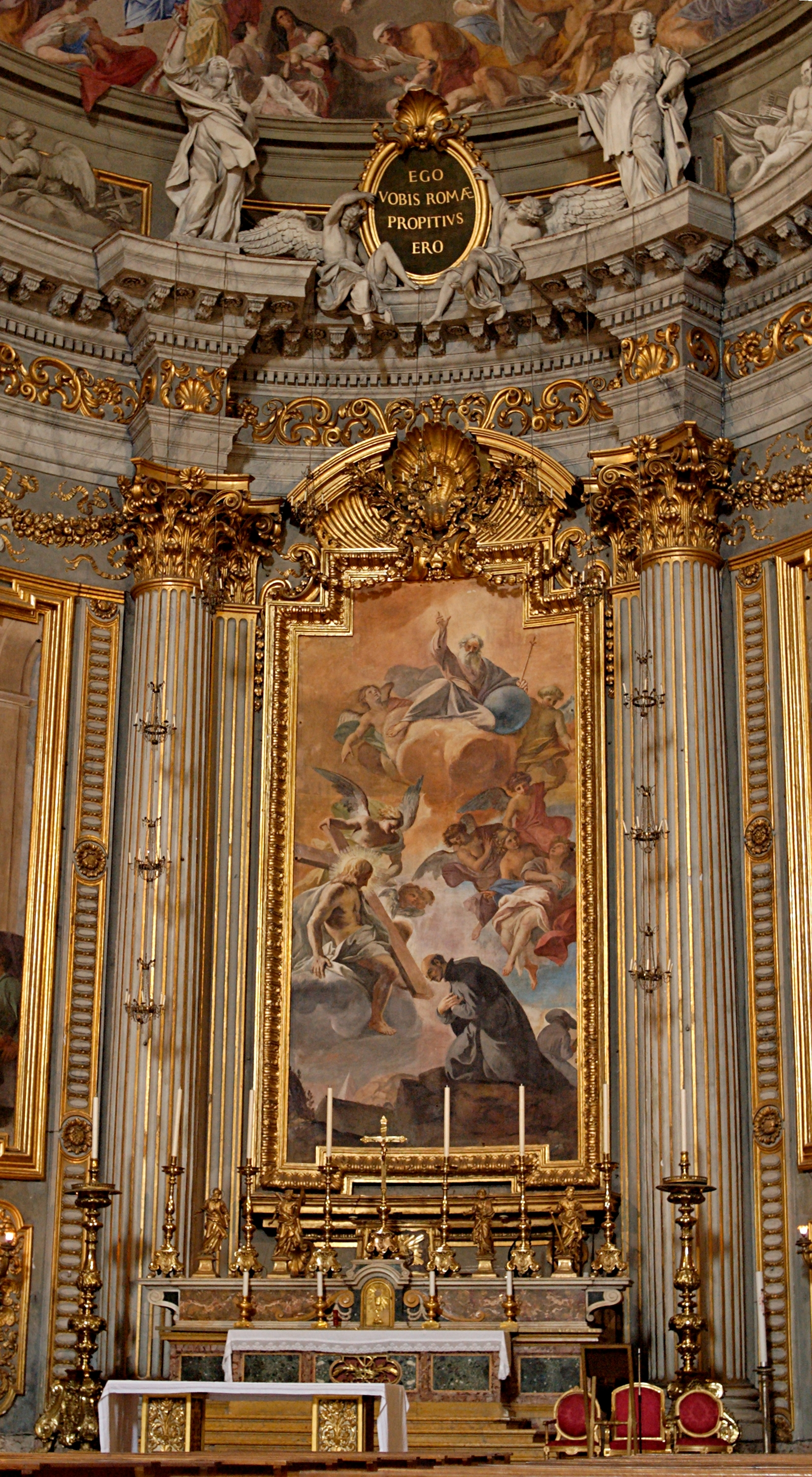
Altar major de S. Ignasi (Roma), amb les relíquies del beat.

Pierre Favre havia nascut a una família humil de la Savoia. El 1525, per mitjà d'un oncle seu que era monjo cartoixà, fou enviat a París a estudiar filosofia a la Sorbona: al col·legi de Santa Bàrbara va tenir com a companys de residència Ignasi de Loiola i Francesc Xavier. S'hi va doctorar i va participar en uns exercicis espirituals dirigits per Ignasi de Loiola. El 1534 fou ordenat sacerdot i el 15 d'agost d'aquell mateix any fou un dels fundadors, a l'església de Saint-Denis de Montmartre i amb Ignasi i altres companys, de la Companyia de Jesús.
El 1536, amb alguns companys, anà a Venècia per embarcar cap a Terra Santa, però hi renuncià arran de la guerra entre turcs i venecians i anà a Roma, on es posà a disposició del papa Pau III, qui l'encarregà la càtedra de teologia de la Universitat de la Sapienza, compartint-la amb Diego Laínez. Viatjà a Alemanya, Espanya i Portugal per assumptes de l'orde.
El 1546 fou cridat pel papa a Roma perquè participés en el Concili de Trent com a teòleg, però malalt, va morir pocs dies després d'arribar-hi.

## Veneració
Des de la seva mort va ésser venerat com a beat, culte que confirmà el papa Pius IX el 5 de setembre de 1872, fixant-ne la festivitat el 2 d'agost. El 17 de desembre de 2013 el papa Francesc anuncià la seva canonització pel procediment de canonització equivalent, sense els tràmits i processos habitualsl. La missa d'agraïment de la canonització tingué lloc a l'església del Gesù de Roma el 3 de gener de 2014.
Les seves restes són a un altar de l'església de Sant'Ignazio al Campo Marzio de Roma.